# Planodema bimaculata
Planodema bimaculata là một loài bọ cánh cứng trong họ Cerambycidae.